# Sahn-ı Seman Medrese

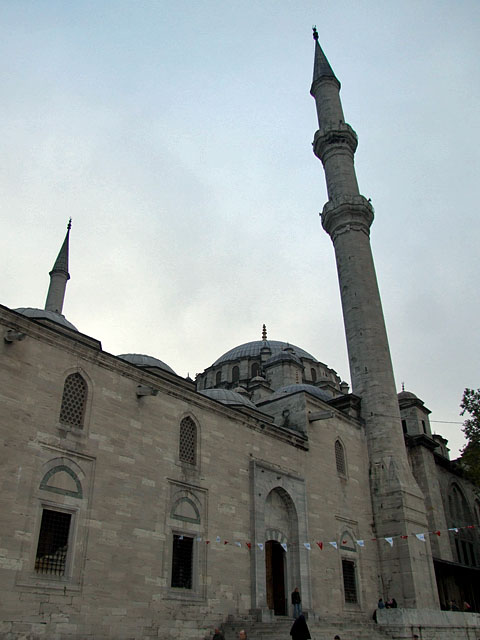
La Moschea di Maometto II, detto Fatih, di cui fa parte la Sahn-ı Seman Medrese

Sahn-ı Seman Medrese o Semâniyye (che significa otto corti) è un complesso ruotante attorno alla medrese del XV secolo ottomana a Istanbul (Turchia), facente parte della Moschea del Fatih. Era una delle istituzioni di studio superiore dedicata a varie materie scientifiche, come teologia islamica, Diritto islamico, medicina, astronomia, fisica e matematica.
Fu fondata dall'astronomo, fisico e matematico Ali Qushji, che era stato invitato dal Sultano ottomano Mehmed Fatih alla sua corte a Istanbul.
Completata nel 1470, rimase la più prestigiosa scuola superiore della capitale ottomana fin quando non fu realizzata la medrese del complesso della Suleymaniye (o Külliye).